# Джордж Джонсон (баскетболіст, 1948)
Джордж Томас Джонсон (англ. George Thomas Johnson, нар. 18 грудня 1948, Тайлертаун, Міссіссіппі, США) — американський професіональний баскетболіст, що грав на позиціях центрового і важкого форварда за низку команд НБА. Чемпіон НБА.

## Ігрова кар'єра
На університетському рівні грав за команду Діллард (1966—1970).
1970 року був обраний у 5-му раунді драфту НБА під загальним 79-м номером командою «Чикаго Буллз». Проте професіональну кар'єру розпочав 1972 року виступами за «Голден-Стейт Ворріорс», захищав кольори команди з Окленда протягом наступних 5 сезонів. 1975 року став чемпіоном НБА у її складі.
Частину 1977 року виступав у складі «Баффало Брейвз».
1977 року перейшов до «Нью-Джерсі Нетс», у складі якої провів наступні 3 сезони своєї кар'єри. У березні 1978 року в одному з матчів набрав 15 очок, 18 підбирань, 5 асистів, 5 перехоплень та 7 блок-шотів, увійшовши таким чином до клубу гравців, яким підкорялись всі п'ять основних елементів гри мінімум 5 разів.
Наступною командою в кар'єрі гравця була «Сан-Антоніо Сперс», за яку він відіграв 2 сезони.
З 1982 по 1983 рік грав у складі «Атланта Гокс».
1984 року перейшов до «Нью-Джерсі Нетс», у складі якої провів наступний сезон своєї кар'єри.
Останньою ж командою в кар'єрі гравця стала «Сіетл Суперсонікс», до складу якої він приєднався 1985 року і за яку відіграв один сезон.

## Статистика виступів в НБА
| † | Позначає сезон, в якому Джордж Джонсон ставав чемпіоном НБА |
| * | Лідер ліги                                                  |

### Регулярний сезон
| Сезон             | Команда                 | GP  | GS | MPG  | FG%  | 3P%   | FT%  | RPG  | APG | SPG | BPG  | PPG |
| ----------------- | ----------------------- | --- | -- | ---- | ---- | ----- | ---- | ---- | --- | --- | ---- | --- |
| 1972–73           | «Голден-Стейт Ворріорс» | 56  | –  | 6.2  | .410 | –     | .412 | 2.5  | 0.1 | –   | –    | 1.6 |
| 1973–74           | «Голден-Стейт Ворріорс» | 66  | –  | 19.6 | .483 | –     | .551 | 7.9  | 1.1 | 0.5 | 1.9  | 6.1 |
| 1974–75†          | «Голден-Стейт Ворріорс» | 82  | –  | 17.5 | .476 | –     | .659 | 7.0  | 0.8 | 0.4 | 1.7  | 4.4 |
| 1975–76           | «Голден-Стейт Ворріорс» | 82  | –  | 21.3 | .484 | –     | .673 | 7.6  | 1.0 | 0.6 | 2.1  | 4.9 |
| 1976–77           | «Голден-Стейт Ворріорс» | 39  | –  | 15.3 | .487 | –     | .806 | 5.4  | 0.7 | 0.4 | 1.9  | 4.4 |
| 1976–77           | «Баффало Брейвз»        | 39  | –  | 27.1 | .448 | –     | .687 | 10.3 | 2.0 | 0.6 | 2.7  | 7.6 |
| 1977–78           | «Нью-Джерсі Нетс»       | 81  | –  | 29.8 | .395 | –     | .719 | 9.6  | 1.4 | 1.0 | 3.4* | 8.7 |
| 1978–79           | «Нью-Джерсі Нетс»       | 78  | –  | 26.4 | .427 | –     | .761 | 7.9  | 1.1 | 0.9 | 3.2  | 6.6 |
| 1979–80           | «Нью-Джерсі Нетс»       | 81  | –  | 26.2 | .457 | .000  | .706 | 7.4  | 2.1 | 0.7 | 3.2  | 7.2 |
| 1980–81           | «Сан-Антоніо Сперс»     | 82  | –  | 23.6 | .473 | –     | .734 | 7.3  | 1.1 | 0.6 | 3.4* | 5.0 |
| 1981–82           | «Сан-Антоніо Сперс»     | 75  | 62 | 21.0 | .467 | –     | .672 | 6.1  | 1.1 | 0.3 | 3.1* | 3.0 |
| 1982–83           | «Атланта Гокс»          | 37  | 0  | 12.5 | .439 | –     | .737 | 3.2  | 0.5 | 0.3 | 1.6  | 1.7 |
| 1984–85           | «Нью-Джерсі Нетс»       | 65  | 0  | 12.3 | .532 | 1.000 | .815 | 2.8  | 0.3 | 0.3 | 1.2  | 1.6 |
| 1985–86           | «Сіетл Суперсонікс»     | 41  | 0  | 6.4  | .522 | –     | .688 | 1.5  | 0.3 | 0.1 | 0.9  | 0.9 |
| Усього за кар'єру | Усього за кар'єру       | 904 | 62 | 20.0 | .451 | .500  | .694 | 6.5  | 1.0 | 0.5 | 2.5  | 4.8 |

### Плей-оф
| Сезон             | Команда                 | GP | GS | MPG  | FG%  | 3P% | FT%  | RPG  | APG | SPG | BPG | PPG  |
| ----------------- | ----------------------- | -- | -- | ---- | ---- | --- | ---- | ---- | --- | --- | --- | ---- |
| 1973              | «Голден-Стейт Ворріорс» | 9  | –  | 5.0  | .400 | –   | .250 | 1.6  | 0.3 | –   | –   | 1.4  |
| 1975†             | «Голден-Стейт Ворріорс» | 17 | –  | 18.9 | .571 | –   | .593 | 7.4  | 0.9 | 0.5 | 2.4 | 5.2  |
| 1976              | «Голден-Стейт Ворріорс» | 13 | –  | 20.1 | .574 | –   | .737 | 6.7  | 1.3 | 1.1 | 1.8 | 5.8  |
| 1979              | «Нью-Джерсі Нетс»       | 2  | –  | 35.0 | .667 | –   | .333 | 12.5 | 1.0 | 1.0 | 3.5 | 14.5 |
| 1981              | «Сан-Антоніо Сперс»     | 7  | –  | 23.6 | .462 | –   | .700 | 9.0  | 0.9 | 0.4 | 2.3 | 4.4  |
| 1982              | «Сан-Антоніо Сперс»     | 9  | –  | 19.4 | .500 | –   | .600 | 5.1  | 1.3 | 0.7 | 1.7 | 1.2  |
| 1983              | «Атланта Гокс»          | 1  | 0  | 4.0  | –    | –   | –    | 0.0  | 0.0 | 0.0 | 0.0 | 0.0  |
| Усього за кар'єру | Усього за кар'єру       | 59 | 0  | 17.7 | .551 | –   | .618 | 6.1  | 0.9 | 0.7 | 2.0 | 4.2  |